# 明山街道
明山街道，是中华人民共和国辽宁省本溪市明山区下辖的一个乡镇级行政单位。

## 行政区划
明山街道下辖以下地区：
明东社区、西胜社区、消防社区、胜建社区、民建社区、永利社区、福民社区、西芬社区和建光社区。